# Республіка Кувейт

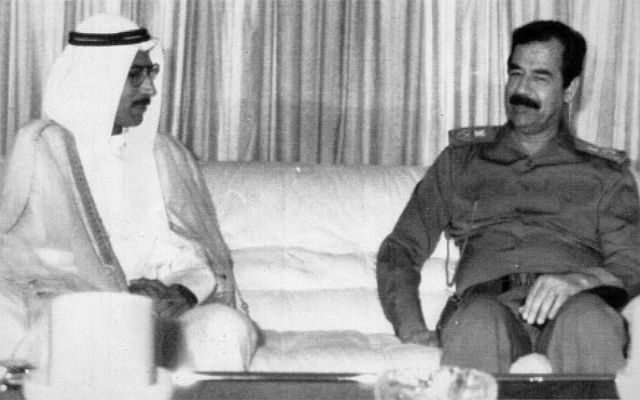
Прем'єр-міністр Республіки Кувейт з президентом Іраку Саддамом Хусейном у 1990 році.

Республіка Кувейт (араб. جمهورية الكويت‎) — короткочасна маріонеткова держава, яка проіснувала від 4 до 28 серпня 1990 року, коли Кувейт був анексований іракським урядом. Проголошена після вторгнення в Кувейт Бааситського Іраку на ранніх етапах війни в Перській затоці. Під час вторгнення Рада революційного командування Іраку заявила, що вона направила війська до Держави Кувейт для надання допомоги внутрішньому державному перевороту, організованого «кувейтськими революціонерами». 4 серпня було оголошено про створення «Тимчасового уряду вільного Кувейту», яке включало 9 кувейтських офіцерів-колабораціоністів, на чолі яких стояв Алаа Хусейн Алі, номінальний глава держави, головнокомандувач, міністр оборони і внутрішніх справ.